# Allium paniculatum
Ail en panicule
Espèce
Classification APG III (2009)
Allium paniculatum (l'ail en panicule ou ail paniculé) est une espèce de plante herbacée vivace appartenant au genre Allium (les ails ou aulx) et à la famille des Amaryllidacées.